# Claire Lacombe
Claire Lacombe, född i Pamiers 4 augusti 1765, dödsår okänt, känd som "Röda Rosa", var en fransk skådespelare och politisk aktivist under franska revolutionen. Hon var en viktig deltagare i franska revolutionen och grundare av den politiska partigruppen Sällskapet för Revolutionära Republikanska Kvinnor.  

## Biografi
Lacombe föddes i landsortstaden Pamiers i sydvästra Frankrike och arbetade som skådespelare vid kringresande teatrar i provinserna. Hon var inte en framgångsrik skådespelare, och förödmjukades vid uppträdanden på aristokraternas privata lantegendomar. Hon avslutade sin skådespelarkarriär för att delta i revolutionen i Paris, där hon den 10 augusti 1792 stred vid stormningen av Tuilerierna. Hon blev skjuten genom armen men fortsatte kampen, och fick därefter tillnamnet "Den tionde augustis hjältinna" och mottog en utmärkelse av regeringen.        
Lacombe blev nu en aktiv deltagare vid Cordelierklubbens sammankomster, där hon lärde känna revolutionens mest extrema krafter. I februari 1793 grundade hon tillsammans med Pauline Léon Société des Républicaines-Révolutionnaires (Sällskapet för Revolutionära Republikanska Kvinnor). Klubben organiserade främst arbetarkvinnor och samarbetade med Sans-culottes och Les Enragés-grupperingarna.  
Lacombe hade en tid ett förhållande med Theophile Leclerc.  
Under skräckväldet förtrycktes alla enragés-grupperingar, inklusive kvinnogruppen, som upplöstes och förbjöds, och 1794 belades Lacombe med förbud mot politisk aktivism. Lacombe planerade att ta anställning vid teatern i Dunkerque, men blev i stället arresterad och fängslad. Hon tillbringade 16 månader i fångenskap, under vilka hon flyttades från fängelse till fängelse. 
Lacombe frigavs den 18 augusti 1795.